# Eugenio Vicentini
Eugenio Vicentini (Brescia, 1º settembre 1909 – ...) è stato un aviatore e partigiano italiano, medaglia d'oro al valor militare.

## Biografia
Nel 1927 aveva conseguito il brevetto di pilota militare alla scuola di Cameri. Era poi passato all'aviazione civile come pilota, collaudatore e istruttore. Mobilitato durante la guerra d'Etiopia come pilota di linea, fu richiamato nella seconda guerra mondiale.
Al momento dell'armistizio non era più soggetto ad obblighi militari, ma si impegnò attivamente nella Resistenza.
Vicentini partecipò ai combattimenti di Porta San Paolo e di Piazza dell'Esedra in difesa di Roma, durante i quali fu ferito.
Con Roma occupata dai tedeschi, il pilota bresciano passò per due volte la linea del fronte, assicurando, via radio, i collegamenti tra le forze della Resistenza e i comandi degli Alleati. La liberazione di Roma, nel giugno 1944, fu per Vicentini soltanto l'occasione per frequentare un corso di addestramento, che gli avrebbe consentito di farsi paracadutare nei territori ancora occupati dai nazifascisti.
Lanciato sull'Appennino emiliano, non si limitò ad organizzare un'efficiente rete informativa in Emilia e in Lombardia, ma partecipò a numerosi combattimenti con una formazione partigiana da lui guidata.
La motivazione della massima ricompensa al valore militare ricorda in particolare un episodio di guerra, di cui Vicentini fu protagonista nel Piacentino, in località Guselli di Morfasso, il 4 dicembre 1944: dopo un sanguinoso scontro col nemico, i partigiani di Vicentini, finiti in un'imboscata furono praticamente annientati; lui stesso, rimasto quasi mutilato di una mano, fu catturato dai tedeschi. Ma, ventiquattro ore dopo, il valoroso pilota riuscì ad evadere. Trovò un chirurgo che, per salvarlo, dovette amputargli l'avambraccio sinistro. Mutilato e ancora sofferente, Vicentini riprese il suo posto di lotta, continuando la sua attività di informatore, sino alla fine del conflitto.
Nel dopoguerra risiedette a Roma.
Il Comune di Piacenza gli ha intitolato una via.